# Viaggio al settimo pianeta
Viaggio al settimo pianeta (Journey to the Seventh Planet), scritto anche Viaggio al 7º pianeta, è un film del 1962 diretto da Sidney W. Pink.
Il settimo pianeta è, naturalmente, Urano, dove un equipaggio viene inviato dall'ONU in una missione di esplorazione dello spazio.

## Trama
Un equipaggio viene inviato su Urano dall'ONU in una missione di esplorazione dello spazio. Durante il viaggio una presenza aliena assume per breve tempo il controllo delle menti dell'equipaggio. Gli astronauti si risvegliano normalmente ma notano che un lungo periodo di tempo è passato, in modo inspiegabile.
All'atterraggio su Urano, i membri dell'equipaggio si ritrovano in una foresta stranamente simile a quelle della Terra, invece che nel mondo freddo e desolato che si aspettavano di trovare. La foresta è circondata da una barriera misteriosa, oltre la quale uno dei membri dell'equipaggio spinge il proprio braccio, che rimane congelato.
L'equipaggio entra poi in contatto con un villaggio, i cui abitanti, esseri umani, sono tutti vecchie conoscenze degli astronauti, che ben presto si rendono però conto che tutto ciò è un'illusione creata da una potentissima mente aliena, che ha la facoltà di materializzare i pensieri e i ricordi dei viaggiatori spaziali, piacevoli come belle donne per i membri maschili, ma anche le loro paure e i loro peggiori ricordi.
L'equipaggio a poco a poco si rende conto delle pericolose intenzioni della mente aliena e inizia a combatterla per poter far ritorno a casa.

## Produzione
Il film è stato girato in Danimarca con un budget di soli 74.686 dollari.